# 少弐高経
少弐 高経（しょうに たかつね）は、戦国時代の武将。

## 略歴
少弐氏15代当主・少弐政資の子として誕生。元服の際は将軍・足利義高（義澄）から偏諱を受けて高経と名乗る。
早くから父に従って各地を転戦した。延徳元年（1489年）には周防大内氏の傀儡である九州探題・渋川刀祢王丸（渋川尹繁）を攻撃して延徳3年（1491年）までに肥前国から追放し、その後も大友政親の支援を受けながら肥前東部や筑後国など北九州に勢力を拡大した。明応3年（1494年）には肥前の大半を支配下に収めるなどして、かつての少弐氏の版図をほぼ取り戻した。
少弐氏の宿敵である大内義興は高経の勢力拡大を危険視し、明応6年（1497年）1月に義興は大軍を率いて少弐領に侵攻する。高経は大内氏の武将杉興正には勝利したが、陶興房の軍と戦って敗れ、勢福寺城にいた父の下に逃走する。しかしそこも大内の大軍に攻められて小城を経て晴気城にまで逃れたが、大内軍の追撃は厳しく、4月に父の政資は多久城で自害し、高経は城から逃亡して再挙を図ったものの大内の追討を受けて市の川で自害した。兄・頼隆（頼高）も高経と行動を共にしていたが討死したという。
辞世の歌は「風吹けば　落椎拾う　松の下　あらぬ方にて　身をば捨てけり」。
父・政資もこの時大内軍に討たれており、少弐氏はここで一旦断絶するが、数年後大友親治の後援の下で高経の弟・資元が元服し、少弐氏を再興する。
永正2年（1505年）に高経を祀るために若宮神社（神埼市脊振町広滝）が創建され、文禄3年（1594年）に後陽成天皇から神階正一位を授けられた。寛永18年（1642年）に現住所（神埼市原の町）に遷座し、正一位若宮神社と称して今に至る。